# Lipotriches ulongensis
Lipotriches ulongensis är en biart som först beskrevs av Cockerell 1929.  Lipotriches ulongensis ingår i släktet Lipotriches och familjen vägbin. Inga underarter finns listade i Catalogue of Life.

## Bildgalleri

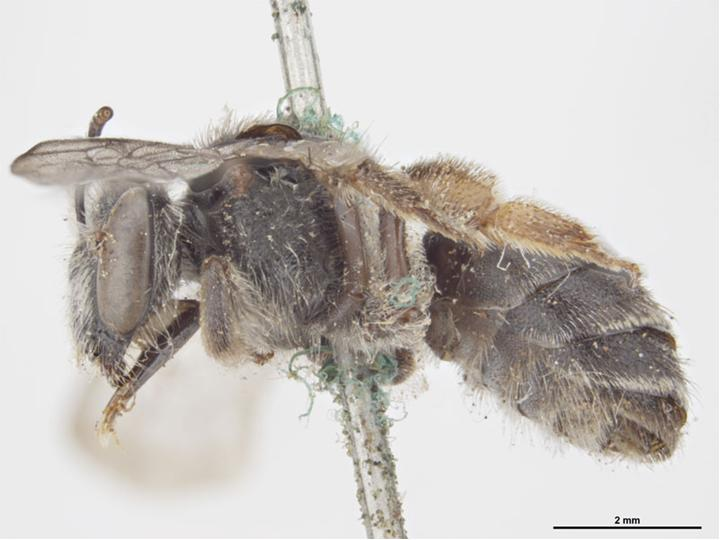